# Komárany
Komárany (bis 1948 slowakisch „Komariany“ – bis 1927 auch „Komoriany“; ungarisch Alsókomaróc – bis 1907 Komaróc) ist eine Gemeinde im Osten der Slowakei mit 510 Einwohnern (Stand 31. Dezember 2024), die im Okres Vranov nad Topľou, einem Teil des Prešovský kraj, liegt.

## Geographie
Die Gemeinde befindet sich im nordwestlichen Ausläufer des Ostslowakischen Tieflands im Tal der Topľa auf linksufriger Seite des Flusses. Das Ortszentrum liegt auf einer Höhe von 137 m n.m. und ist fünf Kilometer von Vranov nad Topľou entfernt.
Nachbargemeinden sind Merník im Norden, Čičava im Osten, Nižný Kručov im Südosten, Čaklov im Süden, Soľ im Westen und Jastrabie nad Topľou im Nordwesten.

## Geschichte
Komárany wurde zum ersten Mal 1303 als Kamarowcz schriftlich erwähnt, weitere historische Bezeichnungen sind unter anderen Kamarocz (1435), Komarjane (1773) und Komarany (1808). Im 14. Jahrhundert gehörte das Dorf zur Herrschaft der Burg Čičava, 1410 war es Besitz des Landadels, im 17. Jahrhundert der Herrschaft von Vranov und im 18. Jahrhundert der Geschlechter Báthory und Forgách.
1556 wurden vier Porta verzeichnet. 1715 gab es 10 verlassene und neun bewohnte Haushalte. 1787 hatte die Ortschaft 37 Häuser und 297 Einwohner, 1828 zählte man 53 Häuser und 396 Einwohner. Die Einwohner nahmen am Ostslowakischen Bauernaufstand von 1831 teil, nach dessen Niederschlagung wurden vier Beteiligte hingerichtet. Beim Dorf befanden sich Quecksilberbergwerke.
Bis 1918 gehörte der im Komitat Semplin liegende Ort zum Königreich Ungarn und kam danach zur Tschechoslowakei beziehungsweise heute Slowakei. In der Zeit der ersten tschechoslowakischen Republik war Komárany ein landwirtschaftlich geprägtes Dorf. Nach dem Zweiten Weltkrieg wurde die örtliche Einheitliche landwirtschaftliche Genossenschaft (Abk. JRD) im Jahr 1959 gegründet, ein Teil der Einwohner pendelte zur Arbeit nach Hencovce, Strážske und Humenné.

## Bevölkerung
| Jahr                | 1994 | 2004    | 2014    | 2024    |
| ------------------- | ---- | ------- | ------- | ------- |
| Anzahl der Personen | 491  | 496     | 484     | 510     |
| Unterschied         |      | +1,01 % | −2,41 % | +5,37 % |

| Jahr                | 2023 | 2024    |
| ------------------- | ---- | ------- |
| Anzahl der Personen | 506  | 510     |
| Unterschied         |      | +0,79 % |

Nach der Volkszählung 2011 wohnten in Komárany 474 Einwohner, davon 452 Slowaken, sieben Roma sowie jeweils ein Magyare und Russine. 13 Einwohner machten keine Angabe zur Ethnie.
227 Einwohner bekannten sich zur römisch-katholischen Kirche, 130 Einwohner zur griechisch-katholischen Kirche und 100 Einwohner zur Evangelischen Kirche A. B. Fünf Einwohner waren konfessionslos und bei 12 Einwohnern wurde die Konfession nicht ermittelt.

## Bauwerke und Denkmäler
- römisch-katholische Erzengel-Michael-Kirche, ein ursprünglich gotischer Sakralbau, der in der zweiten Hälfte des 18. Jahrhunderts sowie 1907 und 1924 erneuert wurde[6]

## Verkehr
Durch Komárany passiert die Cesta III. triedy 3617 („Straße 3. Ordnung“) von Vranov nad Topľou nach Jastrabie nad Topľou. Der Ort hat eine Haltestelle an der Bahnstrecke Strážske–Prešov.